# Bellusco
Bellusco est une commune italienne de la province de Monza et de la Brianza, dans la région Lombardie.

## Administration
| Période                                  | Période | Identité | Étiquette | Qualité |
| ---------------------------------------- | ------- | -------- | --------- | ------- |
|                                          |         |          |           |         |
| Les données manquantes sont à compléter. |         |          |           |         |

### Communes limitrophes
Sulbiate, Mezzago, Vimercate, Busnago, Ornago, Roncello.